# Pablo Domínguez
Pablo Domínguez Villarrubia (Madrid; 7 de enero de 1981) es un músico y guitarrista español, exmiembro de la desaparecida banda española La 5ª Estación, con la que editó tres álbumes de estudio y dos compilaciones, vendiendo más de dos millones de discos. Ganador en 2007 del Premio Grammy Latino como "Mejor Álbum Pop por un Dúo o Grupo" por su álbum El mundo se equivoca. También ha ganado el Premios Ondas y premios de los 40 principales, llegando a número 1 en Billboard.

## Premios Amigo
Los Premios Amigo son unos galardones musicales entregados en España por Promusicae desde 1997 y con carácter anual. La Quinta Estación ha ganado una de dos nominaciones.
| Año  | Candidato          | Categoría                      | Resultado |
| ---- | ------------------ | ------------------------------ | --------- |
| 2007 | La Quinta Estación | Artista Español más Vendido    | Nominado  |
| 2007 | La Quinta Estación | Artista Revelación más Vendido | Ganador   |

## Premios Billboard Latinos
Los Premios Billboard Latinos son una entrega de premios anual creada por la revista Billboard y presentada por la cadena de televisión estadounidense Telemundo. La Quinta Estación ha ganado una de cinco nominaciones.
| Año  | Candidato          | Categoría                                | Resultado |
| ---- | ------------------ | ---------------------------------------- | --------- |
| 2006 | Flores de alquiler | Álbum Pop Latino, Dúo o Grupo            | Nominado  |
| 2006 | Flores de alquiler | Álbum Pop Latino, Artista Nuevo          | Nominado  |
| 2006 | Algo más           | Latin Pop Airplay del año, Dúo o Grupo   | Nominado  |
| 2006 | Algo más           | Latin Pop Airplay del año, Artista Nuevo | Ganador   |
| 2008 | Me muero           | Latin Pop Airplay del año, Dúo o Grupo   | Nominado  |

## Premios Grammy Latinos
Los Premios Grammy Latinos son entregados anualmente por Academia Nacional de Grabación de Artes y Ciencias Latina. La Quinta Estación ha ganado una de dos nominaciones.
| Año  | Candidato            | Categoría                          | Resultado |
| ---- | -------------------- | ---------------------------------- | --------- |
| 2006 | Acústico             | Mejor Álbum Pop por un Dúo o Grupo | Nominado  |
| 2007 | El mundo se equivoca | Mejor Álbum Pop por un Dúo o Grupo | Ganador   |
| 2010 | Sin frenos           | Mejor Álbum Pop por un Dúo o Grupo | Ganador   |

## Premios Lo Nuestro
Los Premios Lo Nuestro de la música, son unos premios creados en 1989 por la cadena musical de televisión Univisión, para premiar a lo mejor de la música latina. La Quinta Estación aún no ha conseguido ningún galardón a pesar de sus cuatro nominaciones.
| Año  | Candidato          | Categoría       | Resultado |
| ---- | ------------------ | --------------- | --------- |
| 2006 | La Quinta Estación | Grupo o dúo pop | Nominado  |
| 2007 | La Quinta Estación | Grupo o dúo pop | Nominado  |
| 2008 | La Quinta Estación | Grupo o dúo pop | Nominado  |
| 2008 | Me muero           | Mejor canción   | Nominado  |

## Premios MTV Europa
Los MTV Europe Music Awards son unos premios otorgados anualmente, desde 1994, por el canal MTV a los videos musicales más populares de Europa. La Quinta Estación ha recibido una nominación. 
| Año  | Candidato          | Categoría             | Resultado |
| ---- | ------------------ | --------------------- | --------- |
| 2007 | La Quinta Estación | Mejor Artista Español | Nominado  |

## Premios MTV Latinoamérica
Los Premios MTV Latinoamérica son una entrega de premios realizada anualmente, siendo la versión latinoamericana de los premios estadounidenses MTV Video Music Awards. La Quinta Estación ha recibido una nominación.
| Año  | Candidato          | Categoría                    | Resultado |
| ---- | ------------------ | ---------------------------- | --------- |
| 2004 | La Quinta Estación | Mejor Artista Nuevo - México | Nominado  |

## Premios Ondas
Los Premios Ondas son unos galardones entregados anualmente a los profesionales de radio, televisión, cine y música, por Radio Barcelona desde 1954. La Quinta Estación ha sido premiada en dos oportunidades.
| Año  | Candidato          | Categoría          | Resultado |
| ---- | ------------------ | ------------------ | --------- |
| 2007 | La Quinta Estación | Mejor Grupo Latino | Ganador   |
| 2007 | Me muero           | Mejor Video Latino | Ganador   |

## Premios Orgullosamente Latino
Los Premios Orgullosamente Latino son un reconocimiento que se otorga a los mejores artistas de la música latina. La Quinta Estación ha ganado una de cinco nominaciones.
| Año  | Candidato          | Categoría              | Resultado |
| ---- | ------------------ | ---------------------- | --------- |
| 2005 | La Quinta Estación | Grupo Latino del Año   | Ganador   |
| 2007 | La Quinta Estación | Grupo Latino del Año   | Nominado  |
| 2008 | La Quinta Estación | Grupo Latino del Año   | Nominado  |
| 2008 | Sueños rotos       | Canción Latina del Año | Nominado  |
| 2009 | La Quinta Estación | Grupo Latino del Año   | Nominado  |

## Premios Oye!
| Año  | Candidato          | Categoría               | Resultado |
| ---- | ------------------ | ----------------------- | --------- |
| 2006 | La Quinta Estación | Mejor Grupo Español     | Nominado  |
| 2009 | La Quinta Estación | Mejor Grupo Pop Español | Ganador   |

## Premios Principales
Los Premios 40 Principales de la música, son unos premios creados en 2006 por la cadena musical de radio Los 40 Principales, con motivo de la celebración del cuadragésimo aniversario de la fundación de la cadena. La Quinta Estación ha ganado tres de cinco nominaciones.
| Año  | Candidato                        | Categoría               | Resultado |
| ---- | -------------------------------- | ----------------------- | --------- |
| 2007 | La Quinta Estación               | Artista Revelación      | Ganador   |
| 2007 | El mundo se equivoca             | Mejor Álbum             | Ganador   |
| 2007 | Me muero                         | Mejor Canción           | Ganador   |
| 2007 | Me muero                         | Mejor Videoclip Musical | Nominado  |
| 2007 | El mundo se equivoca España 2007 | Mejor Gira o Concierto  | Nominado  |
| 2009 | La Quinta Estación               | Mejor grupo o dúo       | Nominado  |
| 2009 | Sin frenos                       | Mejor Álbum             | Nominado  |

## Premios People En Español
| Año  | Candidato          | Categoría                               | Resultado |
| ---- | ------------------ | --------------------------------------- | --------- |
| 2009 | La Quinta Estación | Mejor Cantante o Grupo Pop              | Nominado  |
| 2009 | Recuérdame         | Colaboración del Año (con Marc Anthony) | Nominado  |

### Televisión
Fue conductor del programa Se Vale, conducido por Raul Magaña, Tania A.Riquenes y próximamente por Ilse Ikeda. (México)

### Cinco estaciones
Vuelven Pablo Domínguez y Sven Martín (quienes estuvieron en la creación de La Quinta Estación en el año 2000-2003), que estarán acompañados por Karito Volpe, una artista argentina que ha conquistado a muchos con sus versiones en YouTube.
- Karito Volpe - Voz y Armónica (2023-presente)
- Pablo Domínguez - Bajo (2023-presente)
- Sven Martín - Guitarra (2023-presente)

Al final el grupo se desintegró también a causa de los problemas legales con Natalia Jiménez por los derechos del nombre del antiguo grupo pues Natalia alegaba que intentaban "engañar" con que La 5ª Estación regresaría.